# Санино (Суздальский район)
Са́нино — село в Суздальском районе Владимирской области, входит в состав Селецкого сельского поселения.

## География
Село расположено на берегу речки Уечки в 18 км на юго-восток от районного центра города Суздаля.

## История

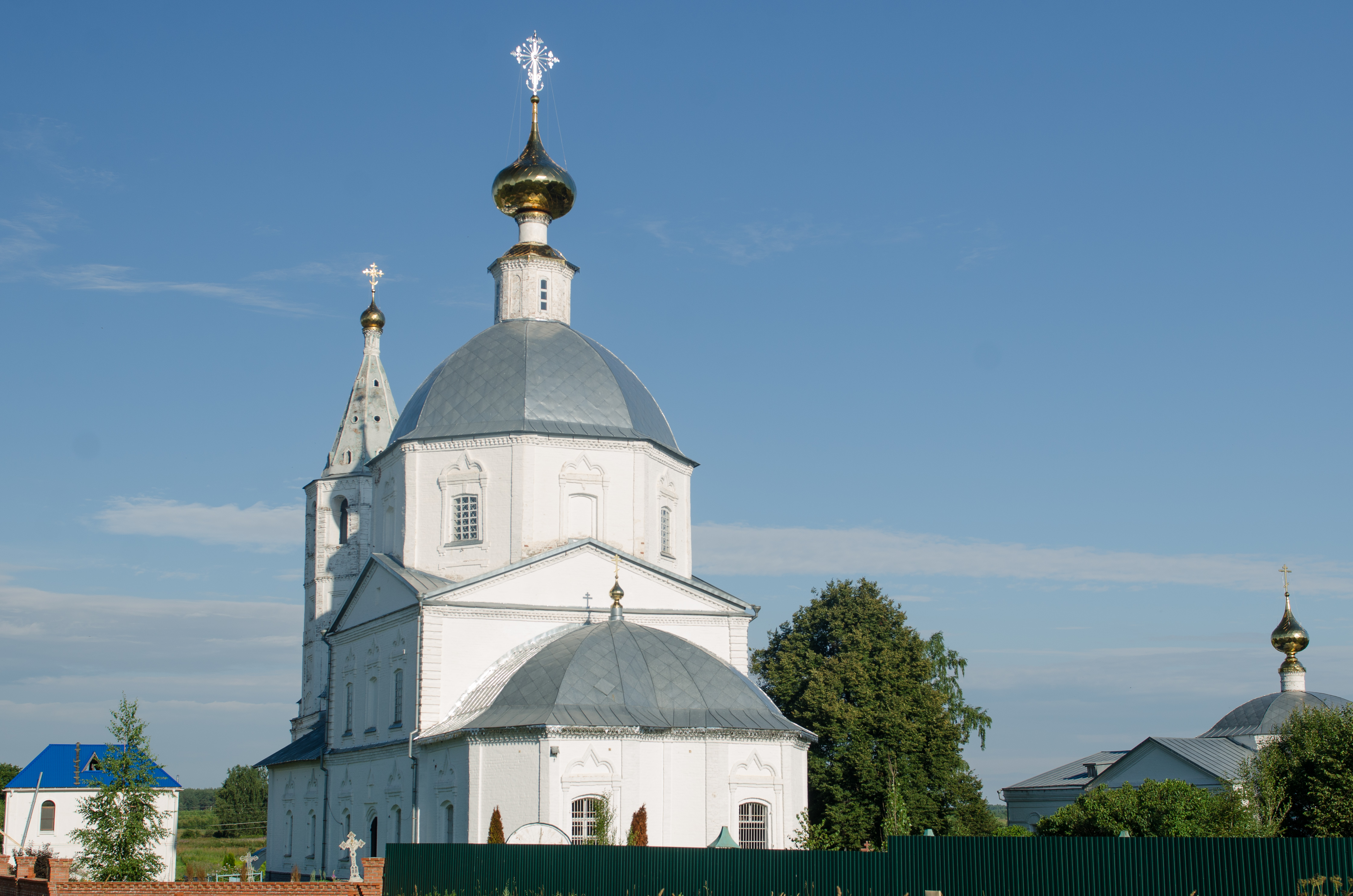
Ансамбль Покровской и Никольской церквей. 2017 год

Санино – бывшая вотчина Спасо-Евфимиева монастыря. Жалованные грамоты монастырю на Санино значатся в описи монастыря 1660 года. Самая старинная грамота на Санино дана великим князем Иваном Васильевичем в 1462 году. Село упоминается в приходорасходных книгах Спасо-Евфимиева монастыря под 1697 годом.
Каменная церковь в честь святого и чудотворного Николая, с придельным престолом в честь Богоявления Господня, построена после 1775 года. Теплая каменная церковь в честь Покрова Пресвятой Богородицы, с придельным престолом во имя святого пророка Илии построена в 1825 году. В селе существовала церковно-приходская школа.
В конце XIX — начале XX века село входила с состав Быковской волости Суздальского уезда. В 1859 году в деревне числилось 44 дворов, в 1905 году — 96 дворов, в 1926 году — 51 хозяйств.
С 1929 года деревня являлась центром Санинского сельсовета Суздальского района, с 1954 года — в составе Ляховицкого сельсовета, с 1956 года — в составе Кидекшанского сельсовета, с 1974 года — в составе Селецкого сельсовета, с 2005 года — в составе Селецкого сельского поселения.

## Население
| 1859 | 1905 | 1926 |
| ---- | ---- | ---- |
| 348  | 585  | 219  |

| 1859 | 1905 | 1926 | 2002 | 2010 | 2021 |
| ---- | ---- | ---- | ---- | ---- | ---- |
| 348  | ↗585 | ↘216 | ↘11  | ↗29  | ↘14  |

## Достопримечательности
Памятник истории и архитектуры — ансамбль Покровской и Никольской церквей.

## Известные люди
В селе в семье приходского священника Михаила Ивановича Санинского 13 апреля 1813 года родился Фёдор Надеждин.